# Guerra de Libertação da Suécia
A Guerra da Independência da Suécia (em sueco: Befrielsekriget) foi uma rebelião sueca contra a União de Kalmar, da qual a Suécia fazia parte juntamente com a Dinamarca e a Noruega. 
O conflito ocorreu entre 1521 e 1523, tendo resultado na independência da Suécia e no fim da União de Kalmar.
A revolta sueca foi liderada pelo nobre sueco Gustavo Vasa, inicialmente como regente e mais tarde como rei, eleito em Strängnäs em 1523. A guerra terminou oficialmente pelo Tratado de Malmö, assinado em 1524 na cidade então dinamarquesa de Malmö por Gustavo Vasa rei da Suécia e Frederico I rei da Dinamarca e Noruega.